# Parafia św. Wojciecha Biskupa i Męczennika w Głogowcu
Parafia św. Wojciecha Biskupa i Męczennika w Głogowcu – rzymskokatolicka parafia należąca do dekanatu Kutno – św. Wawrzyńca w diecezji łowickiej.Od 2010 roku proboszczem parafii jest ks. Piotr Kalisiak.
Parafia liczy 1463 wiernych.
Erygowana w 1434 przez arcybiskupa gnieźnieńskiego Wojciecha Jastrzębca.
Parafialny kościół Narodzenia NMP i św. Wojciecha jest jednocześnie diecezjalnym Sanktuarium Matki Bożej Głogowieckiej.

## Zasięg parafii
Miejscowości należące do parafii: Chrosno, Głogowiec, Klonowiec Stary, Klonowiec Wielki, Raciborów, Siemianów i Wola Raciborowska.